# Agdenes fyr

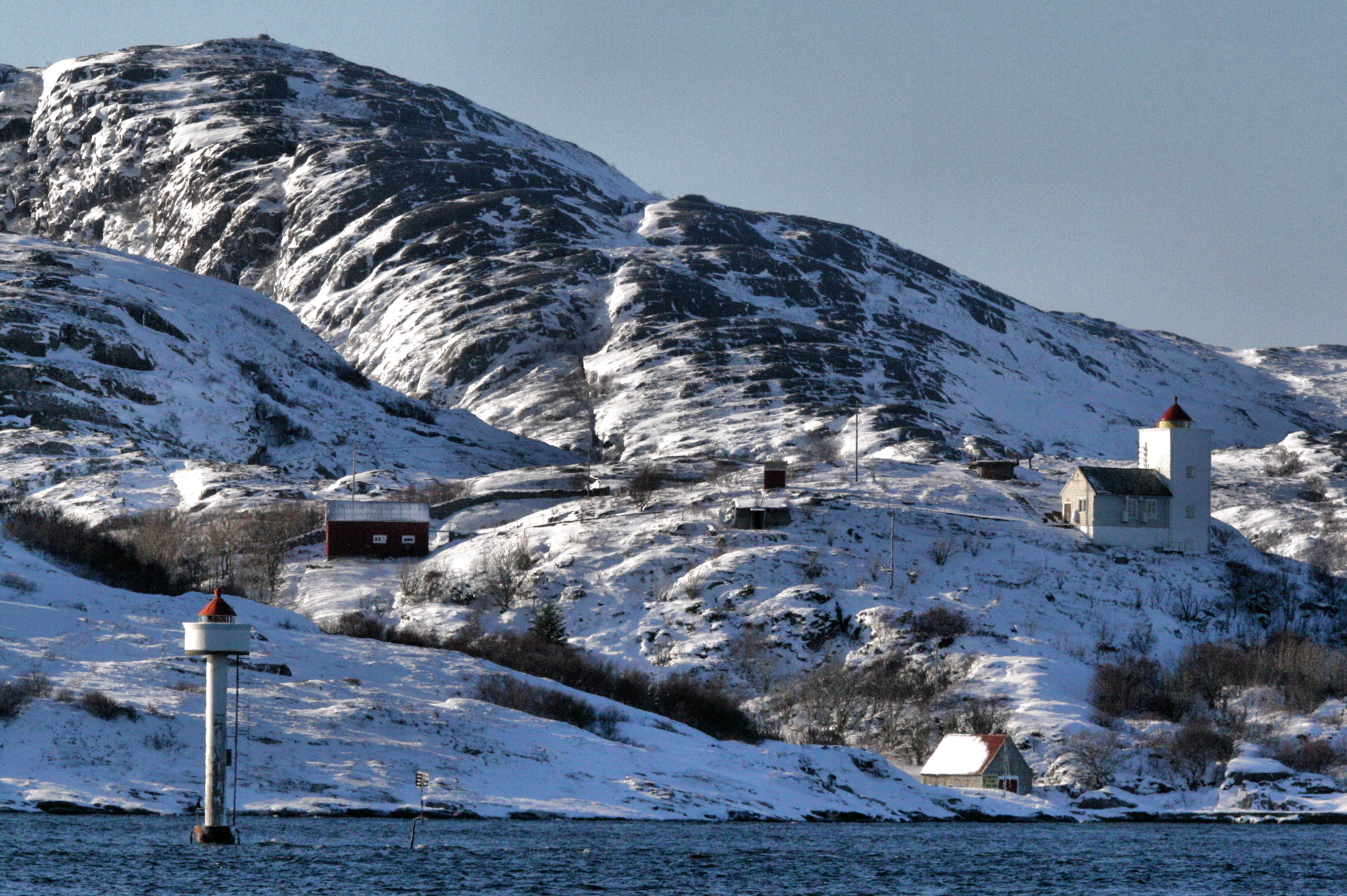
Agdenes fyr till höger med den nya ledfyren till vänster.

Agdenes fyr är en nedlagd fyr som ligger vid Trondheimsfjorden i Orklands kommun i Trøndelag, Norge. 
Fyrplatsen anlades år 1804 som den första i Trondheimsområdet. Den första fyren var en träbyggnad med en lykta med vaxljus på väggen. År 1836 flyttades fyren mot sydost och en ny träbyggnad med två fyrapparater ersatte den gamla fyren. En ny betongfyr byggdes år 1954 och den gamla träbyggnaden revs 1959. Lyshöjden var 37,8 meter över havet vid högvatten och räckvidden 16,9 nautiska mil.
Fyren lades ned 1984 och ersattes av en 12 meter hög ledfyr på skäret Ringflua nedanför den gamla fyren.
Fyrplatsen övertogs av Norges försvarsmakt år 1989 och användes av bland annat av hemvärnet som kurs- och konferensanläggning. 2003 övertogs den av en lokal bank som lät renovera byggnaderna, som nu hyrs ut till övernattande gäster.